# Captain Jinks of the Horse Marines
Captain Jinks of the Horse Marines er en amerikansk stumfilm fra 1916 af Fred E. Wright.

## Medvirkende
- Richard Travers som Robert Carrolton Jinks.
- Anna Murdock som Aurelia, Madame Trentoni.
- Jon Junior som Gussie von Volkenburg.
- Edmund Cobb som Charlie La Martine.
- Camille D'Arcy som Mrs. Greenborough.